# Superman Tonight
Superman Tonight è un singolo della rock-band statunitense Bon Jovi. Il brano è stato scritto da Jon Bon Jovi, Richie Sambora e Billy Falcon.
È il secondo singolo tratto dall'album The Circle. Il singolo è stato pubblicato in Germania il 22 gennaio 2010 e nel Regno Unito il 24 gennaio 2010.
Il 12 dicembre 2009 i Bon Jovi suonarono Superman Tonight al Saturday Night Live.